# Julianna z Norwich

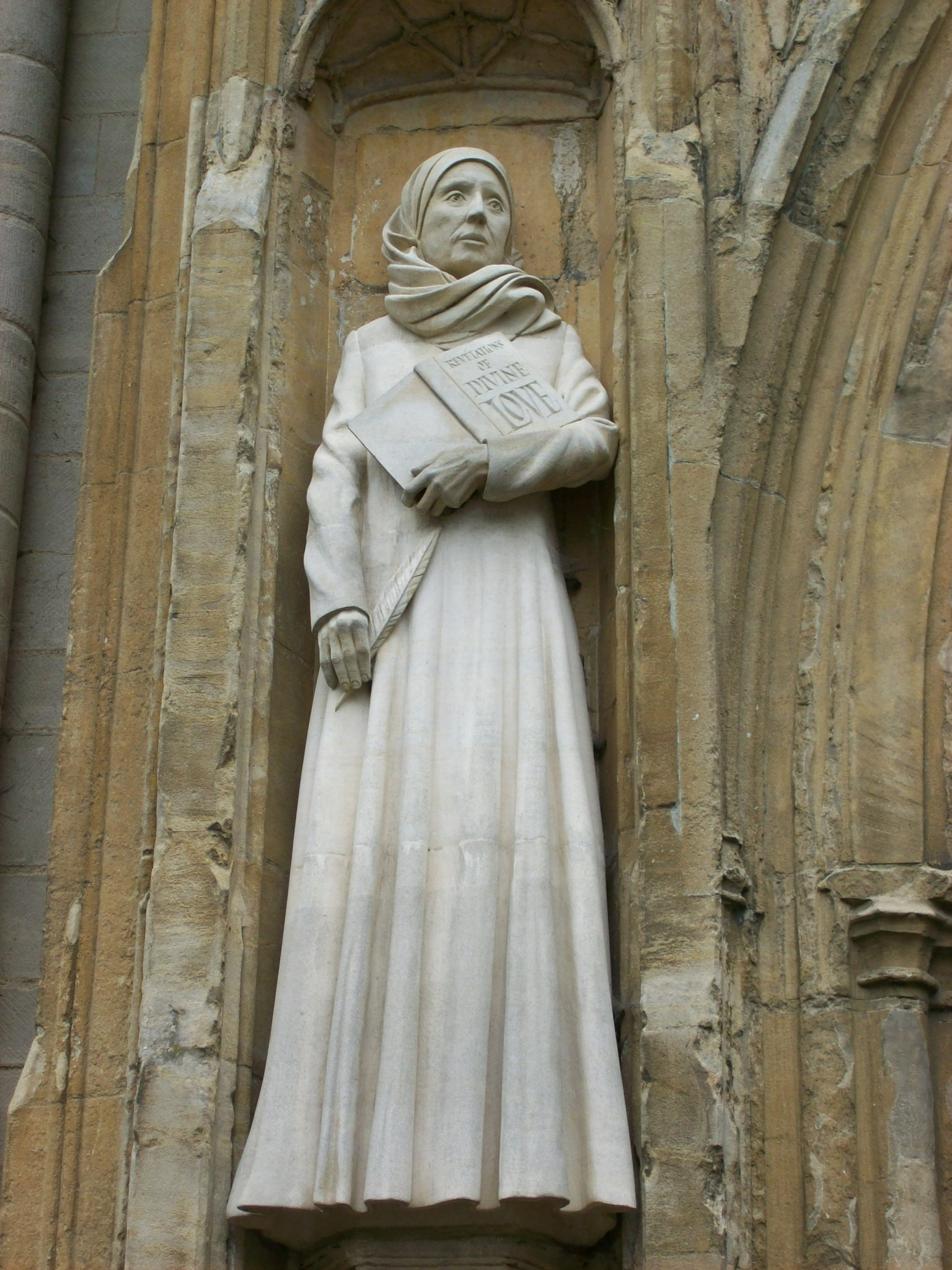
Rzeźba "Damy Juliany" przy wejściu do Katedry w Norwich

Juliana z Norwich (ur. 13 maja 1342, zm. 1416) – angielska pustelnica, święta Kościoła anglikańskiego, jedna z najważniejszych przedstawicielek mistycyzmu chrześcijańskiego, nazwana przez Thomasa Mertona największą angielską mistyczką i teolożką. Patryk Lubryczyński w swoim artykule zatytułowanym: "Matka Julianna" podaje rok 1430 jako rok śmierci Julianny z Norwich.
Przypuszczalnie mieszkała w rekluzji przy kościele pw. św. Juliana w Norwich. Kiedy w 1373 roku ciężko zachorowała, była przekonana o zbliżającej się śmierci, a nawet otrzymała ostatnie namaszczenie, doznała serii szesnastu objawień. Wizje skończyły się, gdy Julianna wyzdrowiała.
Julianna sporządziła listę swoich wizji wraz z krótkim komentarzem (tzw. "Tekst krótki"). Około 20 lat później stworzyła dzieło będące rozwinięciem pierwszego tekstu (tzw. "Tekst długi"). Były to Objawienia Bożego miłosierdzia (Revelations of Divine Love, znane także jako A Revelation of Love – in Sixteen Shewings), według współczesnych badań pierwsza anglojęzyczna książka napisana przez kobietę.
Pod wpływem wizji Julianna postanowiła pozostawać rekluzą i na jej prośbę zamurowano ją w celi, w której były trzy okna - jedno wychodzące na kościół, drugie do celki służebnej, trzecie na ulicę. Przez trzecie okno Julianna miała udzielać porad i rozmawiać z osobami, które prosiły o pociechę duchową.
Ze względu na treść trzynastej wizji, która rozmija się z nauką Kościoła katolickiego, a mówi o grzechu i złu, w katolicyzmie nigdy oficjalnie nie zaaprobowano jej kultu. Juliana odrzucała dogmat o wiecznym potępieniu. Mistyczka uważała, że jest on sprzeczny z ideą miłosierdzia Bożego. Pomimo to teksty Julianny były cytowane przez papieża Benedykta XVI oraz papieża Franciszka. Papież Franciszek komentował dzieło Julianny przy okazji 650-lecia objawień. Lokalnie wspominana jest 13 maja. Obecnie wspominana jest w Kościele anglikańskim oraz Reformowanym Kościele Katolickim w Polsce 8 maja.